# مجموعه یاور
مجموعه یاور مربوط به دوره پهلوی است و در شهرستان راور، بخش مرکزی، روستای خیرآباد واقع شده و این اثر در تاریخ ۱۸ خرداد ۱۳۸۴ با شمارهٔ ثبت ۱۱۸۸۰ به‌عنوان یکی از آثار ملی ایران به ثبت رسیده است.